# Мутаи, Муньо
Муньо Соломон Мутаи — угандийский легкоатлет, бегун на длинные дистанции.
На Играх Содружества 2014 года занял 4-е место в марафоне — 2:12.26. Двукратный чемпион Уганды 2012 года на дистанциях 5000 и 10 000 метров. Выступал на чемпионате мира по полумарафону 2012 года, где занял 26-е место.

## Достижения
- Найробийский полумарафон 2013 — 1:02.55 (1-е место)
- Ганноверский марафон 2015 — 2:10.42 (4-е место)